# Аренфјол
Аренфјол (њем. Ahrenviöl) општина је у њемачкој савезној држави Шлезвиг-Холштајн. Једно је од 132 општинска средишта округа Нордфризланд. Према процјени из 2010. у општини је живјело 499 становника. Посједује регионалну шифру (AGS) 1054003.

## Географија
Аренфјол се налази у савезној држави Шлезвиг-Холштајн у округу Нордфризланд. Општина се налази на надморској висини од 36 метара. Површина општине износи 10,1 km².

## Становништво
У самом мјесту је, према процјени из 2010. године, живјело 499 становника. Просјечна густина становништва износи 49 становника/km².